# هولیق

هولیق یا هولی یکی از روستاهای استان آذربایجان شرقی است که در دهستان حومه بخش مرکزی شهرستان سرآب واقع شده‌است. زبان مردم این روستا ترکی آذربایجانی است.

## نگارخانه

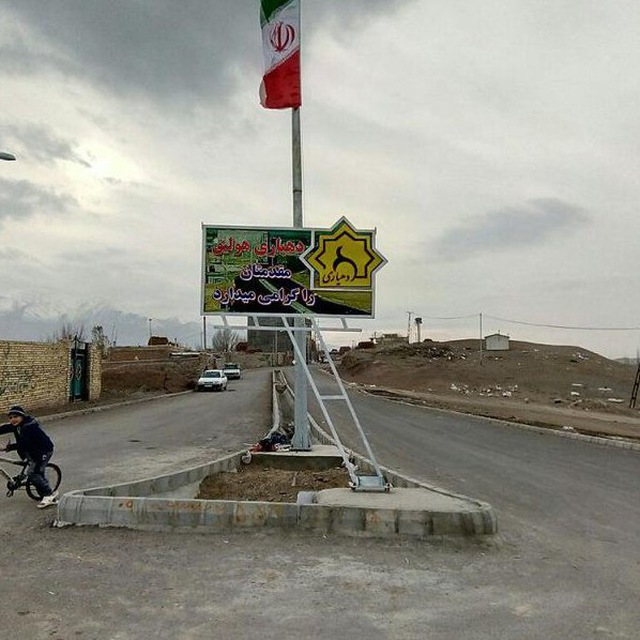